# 恶之花

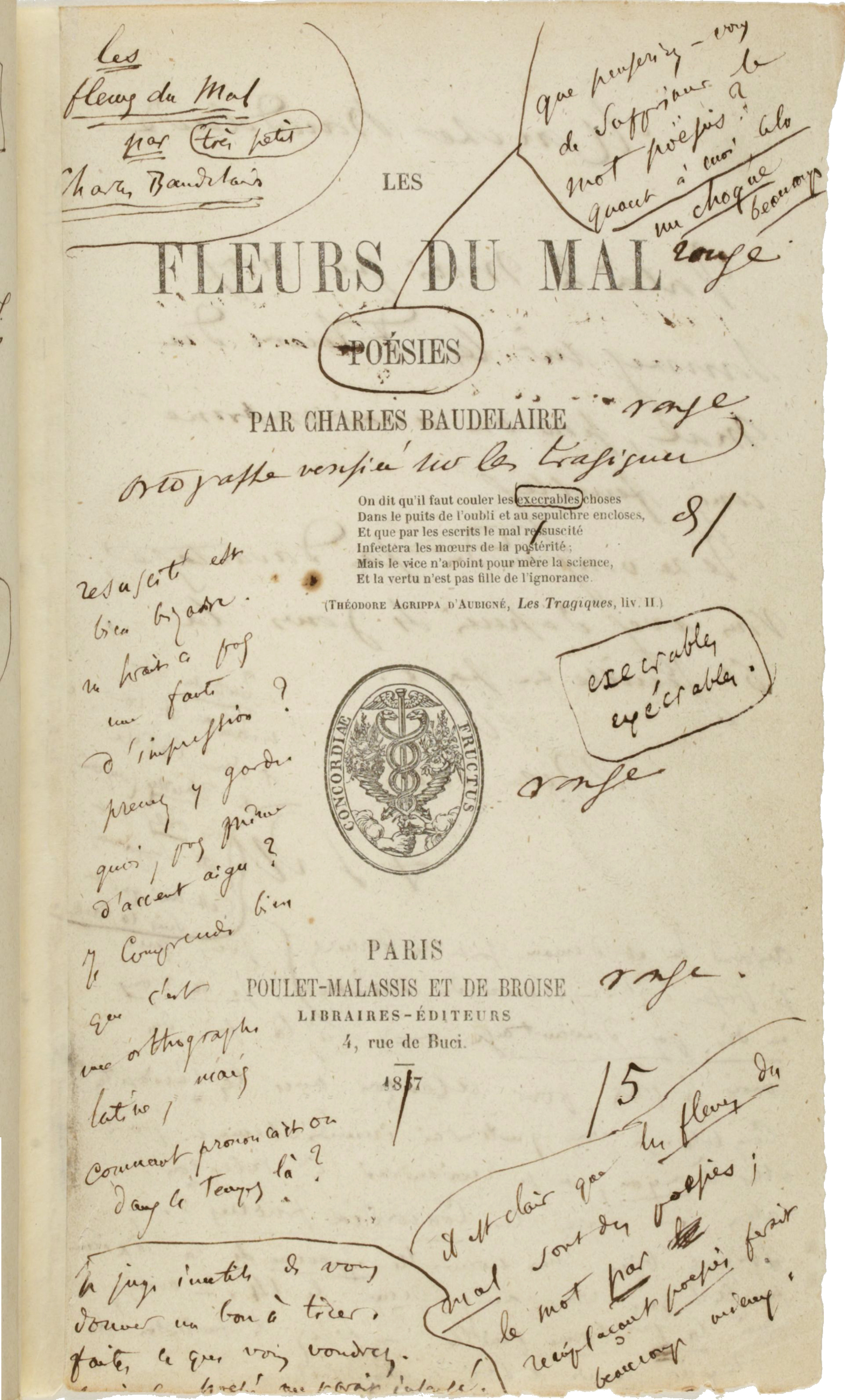
《恶之花》首版的封面，上有作者的筆記。

《恶之花》（法語：Les Fleurs du mal），又譯《恶之华》，是19世纪法国詩人夏尔·波德莱尔於1857年發表的詩集，內容以頹廢和性為主題，對象徵主義與現代主義文學發展有着重大影響。

## 历史和版本
最初出版于1857年6月25日，共101首诗，除了开头一首 Au Lecteur（致读者）之外一共分五个部分：
1. （忧郁与理想）
2. （酒）
3. （恶之花）
4. （叛逆）
5. （死亡）

同时期的作家維克多·雨果赞扬为“光辉夺目的星星”，给法国诗坛带来“新的颤栗”。但由于取材大胆、内容惊世骇俗，对宗教不敬，《恶之花》出版后很快以妨害公共道德及有傷风化的罪名告上法蘭西第二帝國的法庭。1857年8月20日，法庭判决对作者罚款300法郎，两位出版人各100法郎，该裁决直到1949年方被推翻。
1861年《恶之花》再版，添加了32首新詩，並增添了巴黎即景（Tableaux Parisiens）這一新部分。同時，由於法院的判決，删去了6首初版當中的詩，被删去的诗为：
1. 首饰
2. 忘川
3. 给太快活的女郎
4. 累斯博斯
5. 被诅咒的女人
6. 吸血鬼的化身

作者逝世后，诗人的两位朋友，诗人西奥多·庞维勒和藏书家查爾斯·阿斯里诺于1868年组织出版了第三版，在1861年版的基础上又加收了14首未發表作品。目前文学史界认为此版有擅改作者原排列计划之嫌，因此倾向于把1861年的当作正式版本。

## 艺术特点
在审美上，《恶之花》强调感覺的交互映襯（不同感官信息之间的互动）；反对传统的诗歌审美，主张以醜为美、美丑对应。取材包括爱情、肉欲、毒品、酒、犯罪、死亡等。意境忧郁，具有精密的押韵和音节。节奏富于音乐性，其中的几首诗后来由法国作曲家德彪西谱曲。
对象征主义诗人马拉美、保尔·魏尔伦、兰波，以及后来中国的李金发等人影响深远。